# Melukunte, Sira
Melukunte là một làng thuộc tehsil Sira, huyện Tumkur, bang Karnataka, Ấn Độ.